# هانس فولکر نیمایر
هانس فولکر نیمایر (به آلمانی: Hans-Volker Niemeier) (زاده ۱۱ دسامبر ۱۹۴۰) ریاضیدان اهل آلمان است.
نیمایر در سال ۱۹۶۸ در نزد مارتین کنزر درجه دکتری را با رساله ای به نام «فرم‌های معین مربعی از بعد چهار و مشخصه یک» در دانشگاه گوتینگن دریافت کرد. وی در این رساله شبکه‌های ویژه ای از بعد ۲۴ را رده‌بندی کرد که به نام خود او «شبکه‌های نیمایر» نامیده می‌شوند.